# مجمع العناقيد الفائقة الحوت-قيطس

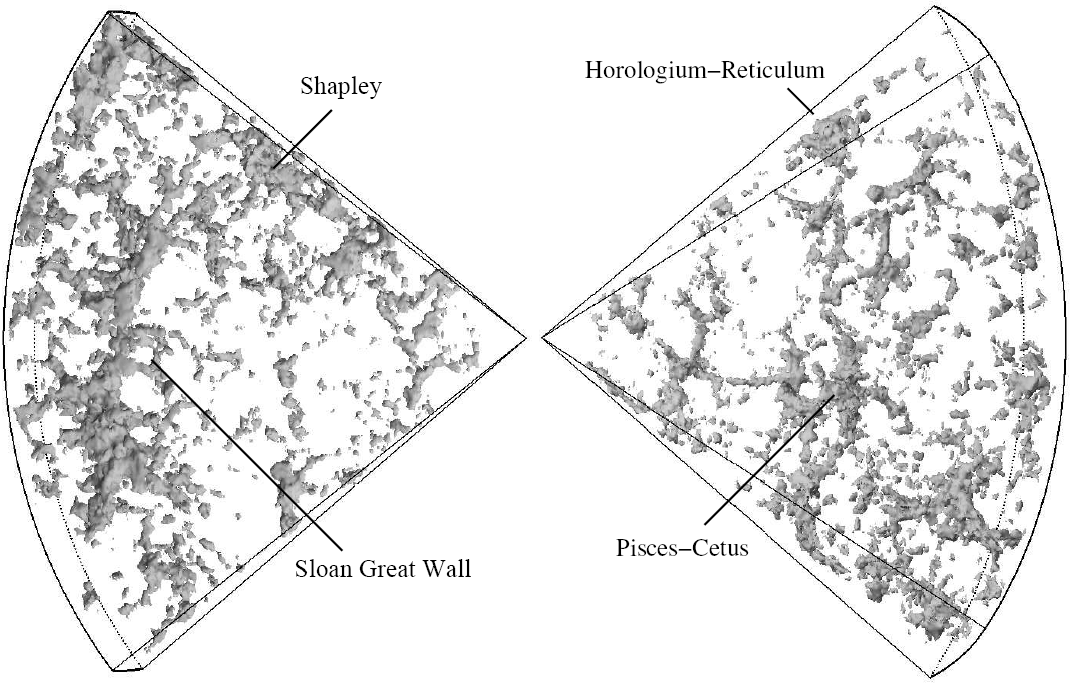
صورة المسح الفلكي للمجرات يبين موقع تجمع المجرات العظيم الحووت-قيطس عل الناحية اليمين من المسح، وتُرى الفراغات الكبيرة (كالفقاقيع) التي تحيطها عناقيد المجرات.

مُجَمَّع العناقيد الفائقة الحوت-قيطس في الفلك (بالإنجليزية: Pisces-Cetus Supercluster Complex)‏ هو مُجَمَّع العناقيد المجرية  الفائقة. يشمل هذا المجمع عنقود لانياكيا الفائق الذي يحتوي على فص عنقود العذراء الفائق الذي يحتوي بدوره على المجموعة المحلية، وهي عنقود المجرات التي تشمل مجرتنا درب التبانة.

## اكتشافه
اكتشف هذا المُجَمَّع العالم الفلكي برنت توللي من كلية العلوم الفلكية التابع لجامعة هاواي عام 1987.

## اقرأ أيضا
- السور العظيم
- تضخم كوني
- قزمة قيطس
- مسح مركز الفيزياء الفلكية للانزياح نحو الأحمر
- مسح الانزياح المجري نحو الأحمر للمجال ذي الدرجتين